# 迪克沙布米
迪克沙布米，位于印度马哈拉施特拉邦那格浦尔，是一座佛教窣堵坡，为纪念1956年阿姆倍伽尔率众在此皈依佛教而建。

## 简介
迪克沙布米坐落在1956年10月14日印度不可接触者领袖阿姆倍伽尔率领大批追随者皈依佛教的地方。当时，大约有50万人皈依佛教，他们都是不可接触者。阿姆倍伽尔率众皈依佛教这一事件，对印度许多人都产生了重要影响，影响至今不绝。
迪克沙布米位于那格浦尔，被视为印度佛教的朝圣中心。每年有数以万计的朝圣者来迪克沙布米朝拜，特别是在“众人皈依典礼日”（Dhamma Chakra Pravartan Din）。，以及10月14日阿姆倍伽尔率众在此皈依佛教之日。如今，亚洲最大的窣堵坡坐落在这里。
“迪克沙”（Deeksha）意为“剃度”。“布米”（Bhoomi）意为“大地”。所以“迪克沙布米”意为“剃度之地”，即众人皈依佛教剃度的地方。1956年这种群众集体在同一个地方同时剃度，在历史上属首次。迪克沙布米是阿姆倍伽尔佛教生涯中最重要的两个地方之一，另一处是孟买的柴蒂亚布米。